# 帜 (印度尼西亚)

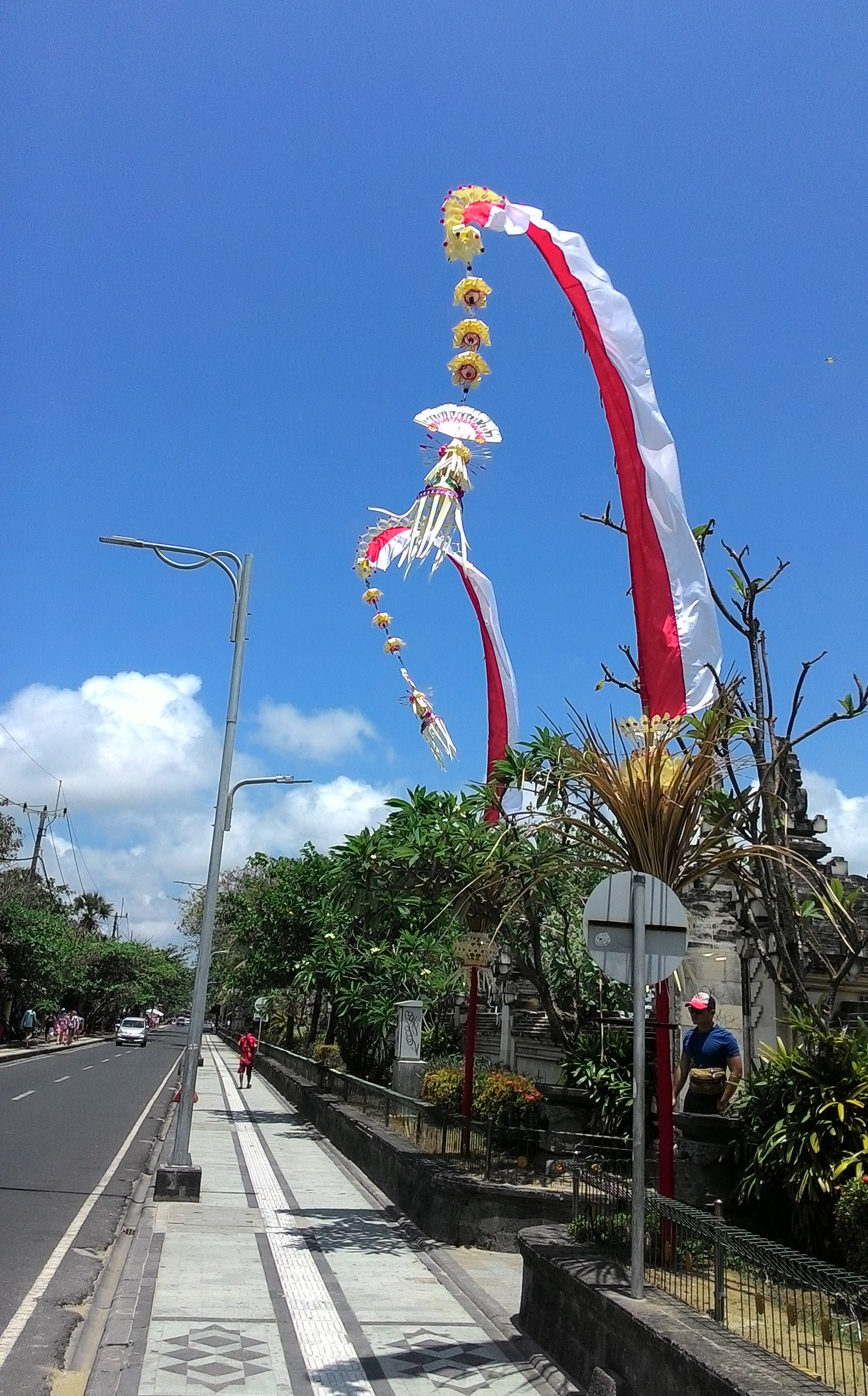
巴厘岛传统的帜旗呈现弧形，并装饰有“嫩椰叶”

帜旗是印度尼西亚爪哇岛和巴厘岛传统文化的旗帜，经常用于节日并作为装饰目的； 例如：每年8月都会在街头竖立红白帜旗，以庆祝印度尼西亚独立日。 帜旗是一种由长型布条制成的幡帜或三角旗，旗帜较长的一侧连接到旗杆。
爪哇和巴厘岛上的传统帜旗通常是弯曲形状，因为它们被安置在竹竿，灵动且有弹性的竹竿会在风中摆动。加隆安节庆祝活动使用的传统帜旗被称为“Penjor”，上面装饰着编织的幼嫩椰叶（janur，也是制作ketupat的材料）。
现代化的帜旗通常固定在笔直的金属旗杆，并用作广告宣传用途，因为它们可以吸引路人的目光。

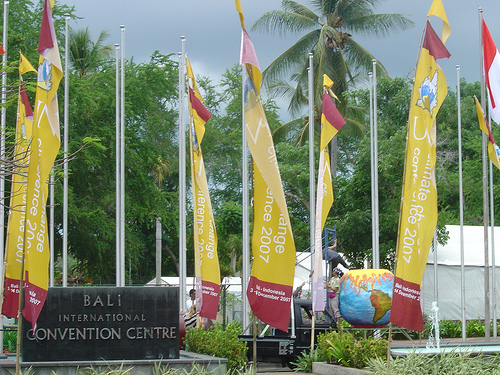
现代化的帜旗安置在笔直的金属杆